# Уиллинг, Томас
Томас Уиллинг (англ. Thomas Willing) (19 декабря 1731 года — 19 января 1821 года) — американский коммерсант и финансист, делегат Континентального конгресса от штата Пенсильвания.

## Биография
Томас Уиллинг родился в Филадельфии. Его отец Чарльз Уиллинг (англ. Charles Willing) дважды был назначен на пост мэра города Филадельфия. Его мать Энн Шиппен (англ. Anne Shippen) была внучкой Эдварда Шиппена (англ. Edward Shippen), который был вторым мэром Филадельфии.
Томас окончил подготовительное обучение в городе Бат (англ. Bath), Англия. Затем он продолжил обучение в Лондоне во внутреннем храме (внутренняя Церковь). В 1749 году Томас возвращается обратно в Филадельфию, где он участвует в торговых операциях, в партнёрстве с Робертом Моррисом (англ. Robert Morris) до 1793 года.

## Политическая карьера
В 1755 году был членом муниципального совета. В 1759 году Томас становится членом городского управления. В октябре 1759 года становится членом городского суда. Позднее, 28-го февраля 1761 года, становится судьёй по гражданским делам.
В 1763 году Уиллинг становится мэром Филадельфии. В 1767 году Ассамблея Пенсильвании, с согласия/одобрения губернатора Томаса Пенна (англ. Thomas Penn), уполномочила Томаса в Верховном суде (только в качестве юриста). Он сидел наравне и вместе за одним столом с мировыми судьями (судьи окружных судов, однако являющимися дилетантами) в системе судов Nisi Prius.
Позднее губернатор Пенн назначает в должности судей Верховного суда Джона Лоуренса (англ. John Lawrence) и Томаса Уиллинга. В данной должности Т. Уиллинг прослужил до 1767 года. Последний год служил под колониальным правительством.
В 1774 году становится членом комитета корреспонденции и членом комитета безопасности в 1775 году, прослужив в колониальной палате представительств.
В качестве члена Континентального конгресса в 1775-м и 1776-м годах он проголосовал против Декларации независимости. Позднее, однако, он пожертвовал 5000 фунтов стерлингов на поставку революционного дела.

## Банковское дело
После войны Томас стал президентом банка в Северной Америке (1781 — 1792 гг.), предшествовавший Джону Никсону (англ. John Nixon). Позже Томас становится первым президентом Первого банка Соединенных Штатов в течение периода с 1791 по 1807 гг.
В августе 1807 года он перенес легкий инсульт (паралич), и он ушел в отставку по состоянию здоровья в качестве президента банка в ноябре 1807 года.

## Семья
В 1763 году, Томас Уиллинг был соединен узами брака с Энн Мак-Колл (англ. Anne McCall). У них было тринадцать детей. Их старшая дочь, Энн Уиллинг была известной светской львицей и вышла замуж за одной из самых богатейших людей в Америке в то время, за Уильяма Бингхэма (англ. William Bingham). Её младшие сестры вышли замуж за Уильяма Джексона (англ. William Jackson), Генри Клаймера (англ. Henry Clymer), Томаса Уиллинг Фрэнсиса (англ. Thomas Willing Francis) (за двоюродного брата), и Ричарда Питерса (англ. Richard Peters).
Томас Уиллинг ушел из жизни в 1821 году, в возрасте 89 лет, в Филадельфии, где он был похоронен в могильнике Церкви Христа (англ. Christ Church Burial Ground).